# Subterranean Homesick Blues
(Subterranean Homesick Blues, Bob Dylan)
Subterranean Homesick Blues è un brano musicale di Bob Dylan, contenuto nell'album Bringing It All Back Home pubblicato nel marzo 1965. Il mese seguente venne fatto uscire anche come singolo, divenendo il primo brano di Dylan ad entrare nella Top 40 di Billboard raggiungendo la 39ma posizione negli Stati Uniti ed entrando nella Top 10 in Gran Bretagna alla posizione numero 9. Successivamente, la canzone, ritenuta uno dei classici di Dylan, è stata inclusa in numerose raccolte come Bob Dylan's Greatest Hits (1967), Biograph (1985), e Dylan (2007).

## Il brano
Il brano è importante non solo perché è il primo pezzo propriamente "elettrico" di Dylan, ma anche per l'innovativo video clip approntato per la canzone che appare nel film documentario Dont Look Back diretto da D. A. Pennebaker.

### Origine e storia
Primo esempio del nuovo corso musicale del Dylan anni sessanta, il brano segna un momento fondamentale nella carriera dell'artista. Stilisticamente la canzone è un incrocio tra Chuck Berry, Jack Kerouac e una canzone di Woody Guthrie e Pete Seeger intitolata Taking It Easy, il cui testo recita frasi simili a quelle del brano di Dylan (mom was in the kitchen preparing to eat / sis was in the pantry looking for some yeast) e che proprio Dylan mette in parodia sia qui (Johny's in the basement / Mixing up the medicine / I'm on the pavement / Thinking about the government) che nell'album successivo con Tombstone Blues (Mama's in the fact'ry / She ain't got no shoes / Daddy's in the alley / He's lookin' for the food). Rielaborando il tutto e iniettandolo di energia R&B, il mitragliamento di parole che si susseguono vertiginose ha come suo più prossimo discendente la musica Rap, quasi vent'anni prima della nascita del genere. La rima interna ai versi, sul filo di un ritmo galoppante, ignorando simmetrie e regole grammaticali, con un uso tutto tonico del linguaggio permette ricche e inaspettate associazioni e metafore.
Nonostante Dylan non fosse stato un membro vero e proprio dell'originale Beat Generation degli anni cinquanta, sono chiaramente riscontrabili nella genesi del pezzo sia l'influenza del romanzo di Kerouac I sotterranei, pubblicato nel 1958, sia quella del romanzo Memorie dal sottosuolo di Fëdor Dostoevskij, i cui lavori erano molto apprezzati e popolari presso gli scrittori Beat come Kerouac e Allen Ginsberg.
Scritta nell'appartamento di John Court, socio di Albert Grossman, la canzone fu la prima manifestazione della metamorfosi di Bob Dylan da cantante folk di protesta a surreale musicista rock elettrico. Il testo dal fraseggio frammentato, che usa uno slang stradaiolo, offre una critica nichilista al Sogno Americano che aveva pochi precedenti nel mondo della musica rock. Alcune espressioni nel testo, divenute celebri,
furono utilizzate come slogan da vari movimenti di protesta, e un gruppo di militanti radicali di sinistra prese il proprio nome "Weathermen" direttamente dal testo della canzone.
Non c'era una vittima specifica come bersaglio della canzone, e nessun messaggio in essa se non il ricorrente «Look out kid» ("Stai attento ragazzo") per segnalare il pericolo delle numerose trappole insite nella società contemporanea. A differenza delle precedenti canzoni di protesta sociale di Dylan, qui non c'è nessuna proposta sul cosa fare per cambiare le cose, soltanto frivoli e assurdi consigli su come comportarsi in un mondo che sta andando a rotoli sempre più velocemente. Per Joan Baez, questo cambiamento di intenti fu un vero tradimento degli ideali che lei e Bob avevano portato avanti negli anni passati e criticò aspramente il nuovo linguaggio "nichilista" di Dylan, arrivando a dichiarare al giornalista Robert Sheldon: «Lui finisce per dire che non c'è una dannata cosa che si può fare per cambiare la società, io dico esattamente l'opposto. Ho paura che il messaggio che esce da Dylan nel 1965 sia solo: Andiamo tutti a casa a farci delle gran canne, perché tanto non c'è nient'altro da fare».

### Influenza, omaggi e parodie
La rivista Rolling Stone ha classificato il brano alla posizione numero 332 nella lista delle "500 Migliori canzoni di tutti i tempi", e Subterranean Homesick Blues ha avuto una larga influenza, venendo spesso citata da artisti e non. John Lennon disse di trovare la canzone talmente "accattivante" da ritenere quasi impossibile scrivere un'altra canzone che potesse anche solo "competere" con essa.
Il titolo del brano è stato omaggiato e parodiato in diverse canzoni di vari artisti, ad esempio, i Radiohead con Subterranean Homesick Alien contenuta nell'album OK Computer del 1997, la ska punk band Mustard Plug con Suburban Homesick Blues sul disco Evildoers Beware, 300 M.P.H. Torrential Outpour Blues dei White Stripes e i The Grifters con la loro Subterranean Death Ride Blues, B-side di un singolo del 1996. Dal nome del brano è stato anche tratto il titolo del secondo episodio della prima serie del telefilm Law & Order, Subterranean Homeboy Blues.

### Video promozionale
In aggiunta all'influenza in campo musicale, la canzone ha avuto anche l'onore di avere il primo "moderno" video promozionale, progenitore di quelli che diventeranno i video musicali nell'era di MTV. In realtà, non si tratta di un video vero e proprio, ma di un segmento tratto dal film Dont Look Back di D. A. Pennebaker, un documentario sul tour di Bob Dylan in terra inglese nel 1965. Nel film, Dylan, fautore dell'idea, tiene in mano dei cartelli rivolto alla telecamera, sui quali sono scritte le parole del testo del brano, che lui fa cadere uno ad uno cercando di mantenere il ritmo man a mano che la canzone prosegue e le strofe si susseguono. I cartelli erano stati scritti la sera prima da Donovan, Allen Ginsberg, Bob Neuwirth e Dylan stesso. La scena venne girata l'8 maggio 1965 in un vicolo dietro il Savoy Hotel di Londra dove Ginsberg e Neuwirth fanno spesso capolino sullo sfondo ai margini dell'inquadratura.
In aggiunta a quello girato vicino al Savoy Hotel, furono girati anche altri due filmati promozionali: uno in un parco, e l'altro sul tetto di un edificio non precisato (forse il Savoy Hotel). Un montaggio tratto dai tre video è visibile nel documentario No Direction Home diretto da Martin Scorsese.

## Tracce singolo
Columbia 4-43242
1. Subterranean Homesick Blues (Bob Dylan) - 2:17
2. She Belongs to Me (Bob Dylan) - 2:48

## Formazione
- Bob Dylan: voce, chitarra acustica, armonica a bocca
- Al Gorgoni: chitarra
- Kenny Rankin: chitarra[10]
- Garth Hudson: pianoforte
- Bruce Langhorne: chitarra
- Joseph Macho Jr.: basso
- William E. Lee: basso
- Bobby Gregg: batteria